# Fylliá
Fylliá är en ort i Cypern.   Den ligger i distriktet Eparchía Lefkosías, i den centrala delen av landet, 25 km väster om huvudstaden Nicosia. Fylliá ligger 139 meter över havet och antalet invånare är 573. Den ligger på ön Cypern.
Terrängen runt Fylliá är huvudsakligen platt, men norrut är den kuperad.Trakten runt Fylliá är ganska tätbefolkad, med 108 invånare per kvadratkilometer. Närmaste större samhälle är Mórfou, 9,0 km väster om Fylliá. Trakten runt Fylliá är i huvudsak ett öppet busklandskap.